# Coristanco
Coristanco è un comune spagnolo di 6 974 abitanti situato nella comunità autonoma della Galizia.